# Ситникова, Пелагея Терентьевна
Пелагея Терентьевна Ситникова, в девичестве — Штаба (10 октября 1924, станица Варениковская, Крымский район, Кубанский округ, Юго-Восточная область — 5 апреля 2013, Чернушка, Пермский край) — звеньевая Хирсинского виноградарского совхоза имени Берия Министерства пищевой промышленности СССР, Сигнахский район, Грузинская ССР. Герой Социалистического Труда (1949).

## Биография
Родилась в 1924 году в крестьянской семье в станице Варениковской Юго-Восточной области. Окончила местную неполную среднюю школу. С пятнадцатилетнего возраста трудилась в полеводческой бригаде местного колхоза. Во время Великой Отечественной войны участвовал в партизанском движении, где погиб во время одного из сражений. Остальные члены её семьи были замучены немецкими захватчиками. После освобождения Кубани восстанавливала разрушенное колхозное хозяйство.
В 1947 году по приглашению подруги переехала в Грузию, где стала работать на виноградниках Хирсинского виноградарского совхоза имени Берия (с 1953 года — совхоз «Хирса»). Возглавляла комсомольско-молодёжное звено из 25 девушек, которому было передано 50 гектаров заброшенных виноградников. В первый же год работы звено получило самый высокий урожая винограда, сдав в среднем с каждого гектара по 150 центнеров винограда вместо запланированных 80 центнеров.
В 1948 году звено под её руководством собрало в среднем с каждого гектара по 163,3 центнера винограда с площади 4,2 гектара поливных виноградников. Указом Президиума Верховного Совета СССР от 5 октября 1949 года удостоена звания Героя Социалистического Труда за «получение высоких урожаев винограда в 1948 году» с вручением ордена Ленина и золотой медали «Серп и Молот» (№ 4781).
Этим же указом званием Героя Социалистического Труда были награждены труженики совхоза имени Берия звеньевые Василий Георгиевич Непейпиво и Захарий Малахович Чучулашвили.
В 1949 году звено Пелагеи Ситниковой показало ещё более высокие трудовые результаты, собрав с каждого гектара в среднем по 180 центнеров винограда.
В начале 1950-х годов переехала в Тульскую область, где трудилась в тресте «Щёкингазстрой». С 1952 года проживала на Западном Урале, где работала маляром, возглавляла комплексную бригаду отделочников на промышленных стройках нефтяного хозяйства. В последующем переехала в город Чернушка, где трудилась до выхода пенсию мастером Чернушинского строительного треста № 13.
С 1980 года — персональный пенсионер союзного значения. Умерла в апреле 2013 года в Чернушке.